# Qooxdoo
qooxdoo (МФА: [ˈku:ksduː]) — програмний каркас JavaScript, призначеного для створення інтерактивних вебзастосунків, забезпечених інтерфейсом, наближеним до оформлення настільних програм. Код фреймворка поширюється в рамках подвійної ліцензії LGPL/EPL.
Фреймворк має об'єктно-орієнтовану архітектуру і, за заявою розробників, дозволяє створювати програми навіть програмістам початківцям, не знайомих з особливостями HTML, CSS і DOM.  Крім засобів для розробки GUI-інтерфейсу в qooxdoo представлена підтримка розширених засобів для організації взаємодії між клієнтом і сервером.  Серверна частина доступна на мовах Java, PHP, Perl, Python. 
Фреймворк підтримує виконання вебзастосунків в offline-режимі, при якому всі необхідні дані зберігаються локально і не проводиться звернення до сервера.  Як приклад таких програм підготовлено демонстраційний застосунок для читання новинних стрічок.  При відключенні комп'ютера від мережі цей застосунок дозволяє продовжити роботу з вже завантаженими даними без будь-яких обмежень у функціональності. 
Каркас забезпечує роботу нових специфікацій CSS3 з реалізацією анімації і трансформації об'єктів, реалізація MVC-подібного поділу даних і логіки роботи, підтримка REST-комунікацій, створення нових віджетів для мобільних пристроїв.
З версії 2.0 каркас реструктуризований, і позиціонується як універсальний фреймворк, котрий складається з чотирьох компонентів:  
- qx.Website призначений для додавання на сайти динамічних можливостей, таких як анімація, взаємодія з сервером і вивід з використанням шаблонів.
- qx.Mobile надає засоби для створення вебзастосунків для різних класів мобільних пристроїв, таких як планшети і телефони.  Надається бібліотека віджетів, шаблони, підтримка зміни тим оформлення, автоматична адаптація для портретного та ландшафтного режимів
- qx.Desktop містить засоби для створення вебзастосунків з інтерфейсом в стилі настільних програм
- qx.Server — бібліотека класів для використання в системах без підтримки DOM, таких як node.js і Rhino.